# Theodor Hagberg
Jacob Theodor Hagberg (20. januar 1825 i Stockholm – 23. maj 1893 sammesteds) var en svensk universitetslærer, lingvist, oversætter og dramatiker, søn af Carl Peter Hagberg, bror til Carl August Hagberg.
Hagberg blev student i Upsala, hvor han tog magistergraden 1848. Senere blev han sammesteds docent i romanske sprog og 1868 professor i moderne sprog og litteratur. Hans forfatterskab er ret omfattende; blandt hans arbejder kan nævnes oversættelser af Petrarcas sonetter til Laura og nogle af Calderons dramaer.
Hagberg er forfatter til to historsike skuespil, Karl den elfte (1856) og Karl den tolfte (1864). Endvidere kan nævnes hans afhandling, Den provencalske vitterhetens återuppståndelse i det nittonde århundradet (1873), Frithiofs saga såsom svensk nationaldikt, Rolandssagan og flere.